# Matěj Šín
Matěj Šín (Ostrava, 2 de junio de 2004) es un futbolista checo que juega en la demarcación de centrocampista para el FC Baník Ostrava de la Liga de Fútbol de la República Checa.

## Selección nacional
Tras jugar en las categorías inferiores de la selección, finalmente hizo su debut con la selección de República Checa el 22 de marzo de 2025 en un encuentro de clasificación para la Copa Mundial de Fútbol de 2026 contra Islas Feroe que finalizó con un resultado de 2-1 a favor del combinado checo tras un gol de Gunnar Vatnhamar para el combinado feroés y un doblete de Patrik Schick para República Checa.

## Clubes
| Club               | País            | Año   | Partidos | Goles |
| ------------------ | --------------- | ----- | -------- | ----- |
| FC Baník Ostrava B | República Checa | 2022  | 8        | 2     |
| FC Baník Ostrava   | República Checa | 2022- | 92       | 13    |